# Mausolée de l'empereur jaune
Le mausolée de l'empereur Jaune (chinois : 黄帝陵 ; pinyin : Huángdì líng) est le mausolée de Huángdì (l'empereur jaune, 2698 av. J.C – 2597 av. J.C), un des premiers empereurs de la civilisation chinoise. Il est situé, dans la région culturelle du Shanbei, sur le plateau de Lœss, au nord province du Shaanxi.
Il est inscrit en 1961 sur la première liste des Sites historiques et culturels majeurs protégés au niveau national.